# Józef Grodzicki

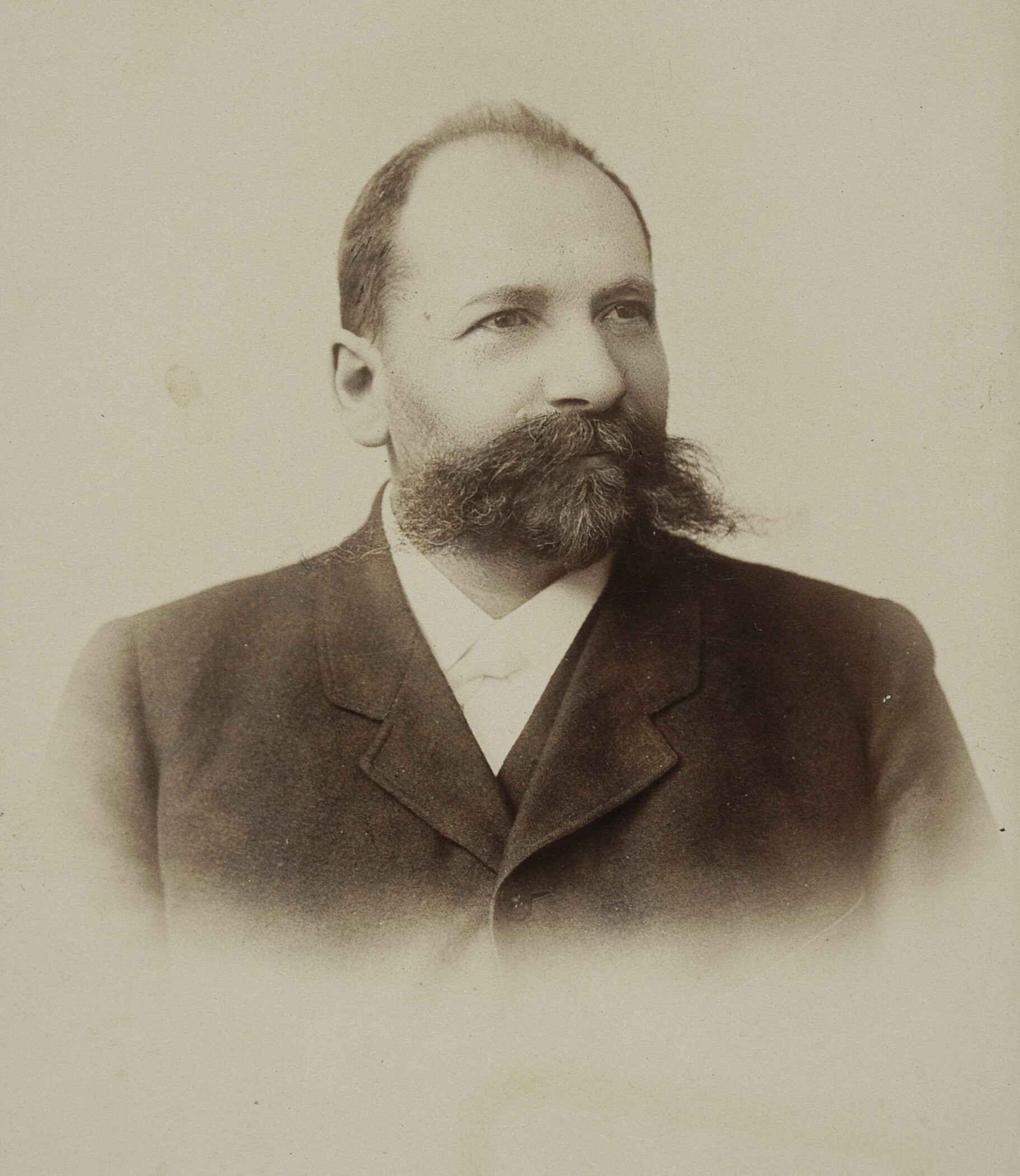
Józef Grodzicki, 1902 r.

Józef Grodzicki (ur. ok. 1849 koło Rawy Mazowieckiej, zm. 23.09.1939 w Radomiu, syn Ludwika i Aleksandry z Zalewskich) – polski fotograf, właściciel zakładu fotograficznego w Radomiu, współwłaściciel  zakładów w Kielcach i Łodzi, autor albumów zdjęć krajoznawczych. 

## Życiorys
Był wspólnikiem Bronisława Wilkoszewskiego (ur. 1847 w Szczekocinach, zm. 1901 w Łodzi) fotografa, który w 1888 założył swój najważniejszy zakład fotograficzny w Łodzi w Willi „Trianon” przy Pasażu Meyera 5 (obecnie  ul. S. Moniuszki) i prowadził do swojej śmierci. 
Na początku drogi życiowej obrał karierę wojskowego. Służył jako huzar Lejb-Gwardii Grodzieńskiego Pułku Cesarzowej. Po przejściu kampanii tureckiej rezygnuje z zawodu wojskowego. Jednak nawiązane w Petersburgu i Warszawie stosunki spożytkował w następnych latach w pracach społecznych dla miasta Radomia. 
W 1877 wspólnie z Bronisławem Wiloszewskim rozpoczął pracę w zawodzie fotografa w Kielcach. Oficjalna nazwa atelier brzmiała: „Zakład fotograficzny warszawski Wilkoszewski i Grodzicki”. Zakład mieścił się przy ul. Dużej - obecnie Jana Pawła II. 

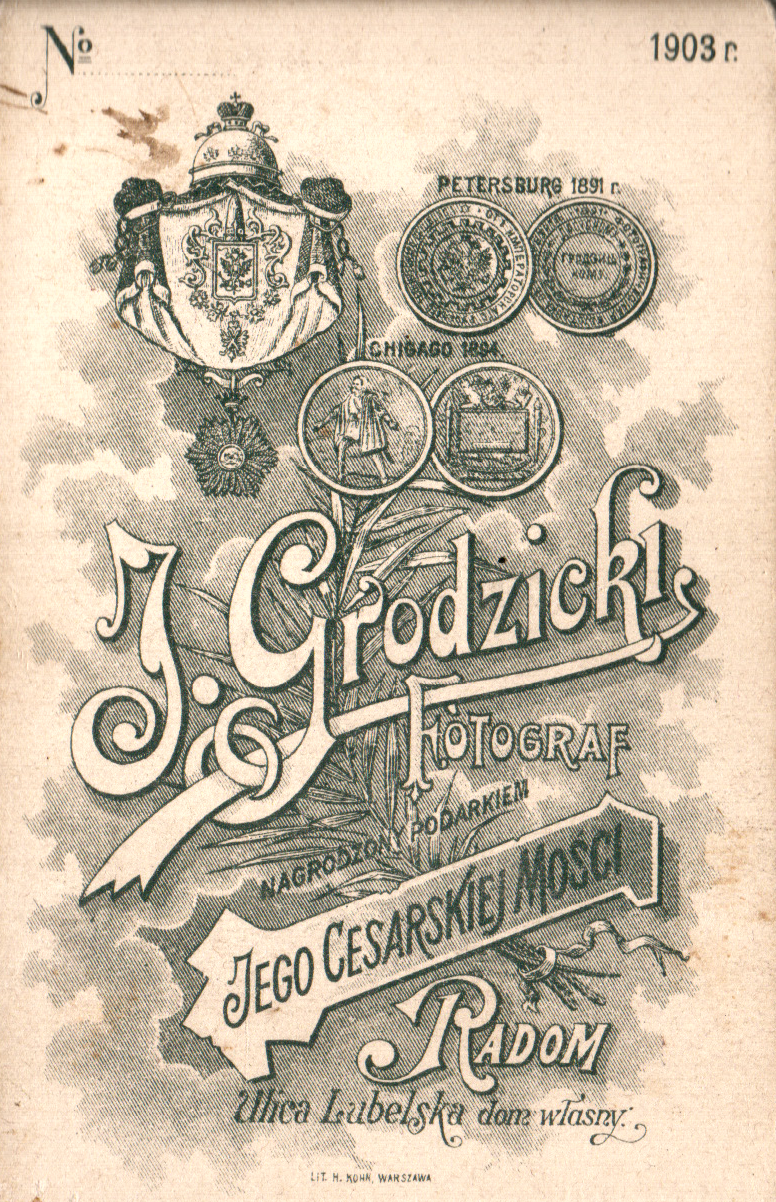
Tył fotografii z 1903 roku

Od 1880 roku Józef Grodzicki na stałe osiadł w Radomiu, gdzie otworzył własny zakład fotograficzny. Pierwsze atelier mieściło się w budynku „Hotelu Rzymskiego” przy ul. Lubelskiej - obecnie Stefana Żeromskiego 15. W roku 1885 Józef Grodzicki otrzymał najwyższą nagrodę na wystawie Rolniczo-Przemysłowej w Warszawie. W 1885 Józef Grodzicki za zestaw prac wysłanych na wystawę w Chicago otrzymał złoty medal. W tym samym roku zakładał zakład fotograficzny w Radomiu przy ul. Lubelskiej 47 - obecnie Stefana Żeromskiego. 
W 1889 Józef Grodzicki wręczył szachowi perskiemu fotogramy, które wykonał w czasie polowania odbytego w Puszczy Nadpilickiej i w Spale, w zamian za co szach udekorował fotografa orderem „Lwa i Słońca” V klasy. W 1890 Józef Grodzicki założył „Zakład Drukarski i Litograficzny”, który w 1894 przeniósł na ul. Lubelską 49 - obecnie Stefana Żeromskiego. W 1891 Józef Grodzicki wręczył królowi serbskiemu Aleksanderowi wracającemu z Petersburga zbiór fotografii własnego autorstwa. W 1891 został Członkiem Kasy Przemysłowców. W 1892 został Członkiem Zgromadzenia Drukarzy Warszawskich. W 1893 został Członkiem Komitetu Nadzorczego Czytelni Bezpłatnej Rzemieślników i Niezamożnych w Radomiu. W 1896 autor i wydawca albumu fotograficznego poświęconego hucie w Klimkiewiczowie oraz prac robotników wielkoprzemysłowych (Ostrowiec, Starachowice) na zamówienie polskich przemysłowców. W 1899 Józef Grodzicki przebywał w Paryżu, gdzie zapoznawał się z nowinkami technicznymi w dziedzinie drukarstwa i zakupił nowoczesne maszyny, dzięki czemu jego zakład drukarski i litograficzny stał się najlepszym przedsiębiorstwem tego typu w całej guberni. W 1899 Józef Grodzicki uhonorowany został złotym medalem na wystawie Rolniczo-Przemysłowej w Radomiu. W 1903 objął funkcję Prezesa Komitetu Nadzorczego Towarzystwa Kredytowego Miejskiego w Radomiu. 
Od kwietnia 1894 do połowy 1895 był formalnym właścicielem przedsiębiorstwa pod firmą "B. Wilkoszewski" prawdopodobnie wówczas, kiedy jej właściciel znajdował się pod nadzorem policji w związku z wystawieniem w prowadzonym zakładzie patriotycznych rycin z widokiem alegorii Polonia i Konstytucja 3 Maja. Kancelaria rządu gubernialnego w Piotrkowie Trybunalskim zawiadomiła 11 kwietnia 1894 policmajstra m. Łodzi, że nie widzi przeszkód aby były wykonywane zdjęcia z winietami dotychczas stosowanymi przez firmę B. Wilkoszewskiego, na których będzie umieszczany nad jego nazwiskiem napis stempelkiem tuszowym "J. Grodzicki dawniej...". Do dziś w zbiorach fotograficznych muzeów zachowała się pewna ilość tak ostemplowanych winiet ale też fotografie z prawdopodobnie później stosowaną winietką z drukowanym napisem: "J. Grodzicki, dawniej B. Wilkoszewski w Łodzi. Willa Trianon Pasaż Meyera. Zakład fotograficzny". Na jednym z kilku zdjęć zachowanych z tą winietką, znajduje się data 18 czerwca 1895 pod dedykacją napisaną piórem. 
Był przyjacielem i wspólnikiem B. Wilkoszewskiego. W Kielcach prowadzili przedsiębiorstwo pod firmą "Zakład warszawski Wilkoszewski i Grodzicki" czynną od 2 września 1878 do marca 1881, kiedy J. Grodzicki wyjechał do Radomia zakładając tam zakład istniejący do około 1920. Jego prace w Radomiu, sygnowane były umieszczonymi z tyłu zdjęć, napisem: "J. Grodzicki, fotograf nagrodzony podarkiem jego Cesarskiej Mości - Radom, ulica Lubelska, dom własny" oraz wymienionymi nagrodami: "Petersburg 1891","Chicago 1894". Wydał w Radomiu 5 albumów i liczne karty pocztowe z widokami miasta. 
Stosował analogiczne jak B. Wilkoszewski w Łodzi formy reklamy, podobne wydawnictwa i uzupełnianie dochodów np. prowadzeniem dodatkowo drukarni.
Wysokie kwalifikacje zatrudnionych drukarzy i litografów pozwoliły zdobyć dla drukarni Józefa Grodzickiego stałe zamówienia. Wydawał m.in.: Wiadomości Guberni Radomskiej. Publikacje książkowe i wydania broszurowe ks. Jana Wiśniewskiego. „Krótka historia budowy Nowego Kościoła w Radomiu” –   W. Silnickiego (1910). „Dzienniki Urzędowe Komisariatu Ludowego na Powiat Radomski (1919) i wiele innych.
Zasługą Józefa Grodzickiego było uruchomienie w Radomiu w latach 1905–1907 pierwszego w guberni kina „Czary” (później kino „Hel”).  „W pamięci ówczesnych kinomanów zapisał się jako: (…) sympatyczny i wytworny starszy Pan, który w chwilach dobrego humoru częstował cukierkami (służącymi jednocześnie jako bilety wstępu) z absolutną bezinteresownością i szarmancją…”. „(…) Bo czyż cukierki jako bilety wstępu nie były wspaniałym pomysłem na przyciągnięcie widza do kina?. Czary najwyraźniej umiały czarować…” /Miesięcznik Prowincjonalny Nr 1-2 (76-77)/
Zmarł w dniu 23 września 1939. Pochowany został na miejscowym cmentarzu w Radomiu przy ulicy Limanowskiego.
Józef Grodzicki – pozostał w pamięci mieszkańców Radomia jako pionier radomskiej kinematografii, fotograf, drukarz oraz aktywny uczestnik życia społecznego swojego miasta.